# レオンハルト・レヒナー
レオンハルト・レヒナー（Leonhard Lechner, 1553年 チロル南部 - 1606年9月9日 シュトゥットガルト）は、ドイツの作曲家、楽譜編集者。南チロル出身。オルランド・ディ・ラッソに師事、イタリア音楽、特にヴェネツィア楽派の技法の影響を受けながら、輪郭の明確な上部旋律、ホモフォニー的な構成など独自の世俗歌曲を作曲した。これらはドイツ・リートの源流となった。 同時期のドイツの作曲家にハンス・レオ・ハスラーがいる。

## 生涯

### 素性
レヒナーの確実な出身地は確かでないが、レヒナー本人が部分的に用いたラテン語形の姓 Athesinus から、南チロルのエッチタール (Etschtal) 出身であると推察される。

### ランツフートとミュンヘン
レヒナーは1570年頃まで、ランツフート に所在のバイエルン宮廷礼拝堂に少年聖歌隊員として雇われていた。それまではミュンヘンの宮廷礼拝堂の聖歌隊員であったと推測されており、おそらく同地でラッススに師事したに違いない。しかもイタリア起源の作曲法の成果がラッススにはあったのだ。

### ニュルンベルク
レヒナーは遅くとも1575年からニュルンベルクに現れており、その地で曲集《モテット集Motectae sacrae 》によって自作の最初の出版譜を発表した。それに加えてニュルンベルクの聖ローレンツ学園にも勤務するようになる。ドイツ・リート曲集は、ニュルンベルクの音楽協会（コレギウム・ムジクム）のために作曲され、合唱指導も行ってた。この地でレヒナーは、ニュルンベルク市専属管楽器奏者フリードリヒ・カストの未亡人、ドロテーア・カスト＝レーデラーと結婚してもいる。

### ヘヒンゲン
1584年の始めにレヒナーは、ホーエンツォレルン伯アイテル・フリードリヒの宮廷楽長の職に就く。しかし、別の勤め口を探すために、じきにヘヒンゲンの地を去ってしまう。 ホーエンツォレルン伯爵に投獄されるおそれがあったので、ヴュルテンベルク公ルートヴィヒの庇護のもとバックナング (Backnang) に避難した。

### ヴュルテンベルク
ヴュルテンベルク公爵によってさしあたりテノール歌手として雇われた後、1589年に宮廷作曲家に、次いで1594年には宮廷楽長に任命された。この地位によってレヒナーは知名度をきわめ、宮廷楽団はレヒナーの指導の下にその名が遠方まで知られるに至った。レヒナーは死後、この地で盛大な葬儀に浴している。

### レヒナーの真価
レヒナーの最も大きな重要性は、ドイツ・リートの発展にある。ラッススとは対照的に、レヒナーはこのジャンルにおいて、イタリアのヴィッラネッロ様式に非常に多くの影響を受けている。レヒナー作品の嚆矢は、《愛と死についてのドイツ語格言集 Deutschen Sprüche von Leben und Tod 》である。プロテスタント教会音楽においては、とりわけドイツ語聖歌の更なる発展と、受難曲《我らが唯一の贖い主にして救い主なるイエス・キリストの受難と苦悩の物語 Historia der Passion und des Leidens unsers einigen Erlösers und Seligmachers Jesu Christi 》によって、後の世の多くの受難曲の作曲家に手本となるものを残した。

## 作品
- モテット集 Motectae sacrae（1575年）
- 3声のための新しいドイツ語歌曲集 Newe Teutsche Lieder zu drey Stimmen（1576年）
- 3声のための新しいドイツ語歌曲集・続編 Der ander Theyl Newer Teutscher Lieder zu drey Stimmen（1577年）
- 4声・5声による新しいドイツ語歌曲集 Newe Teutsche Lieder mit Vier und Fünff Stimmen（1577年）
- いとど聖なる処女マリアの聖歌ならびにマニフィカト、10の庶民的な楽曲による Sanctissimae virginis Mariae canticum, quod vulgo Magnificat inscribitur, secundum octo vulgares tonos（1578年）
- 新ドイツ語歌曲集 Newe Teutsche Lieder（1579年）
- モテット集 第2巻 Sacrarum cantionum, liber secundus（1581年）
- Iohanni Neudorffero sponso... ac Iustinae Henzin sponsae.. psalmum hunc Davidicum (Beati quorum remissae sunt)（1581年）
- 5声および4声による新ドイツ語歌曲集 Newe Teutsche Lieder mit fünff und vier Stimmen（1581年）
- 聖歌撰集 Harmoniae miscellae Cantionum Sacrarum（1583年）
- 5声および6声のためのミサ曲集 Liber Missarum Sex et Quinque Vocum（1584年）
- 新編ゆかいなドイツ語歌曲集・ラテン風のカンツォネッタの流儀による Neue lustige Teutsche Lieder nach Art der Welschen Canzonen（1586年）〔増補第2版は（1588年）〕
- 7つの詩篇 Septem Psalmi poenitentiales（1587年）
- 5声および4声による新編ゆかいな浮世のドイツ語歌曲集 Neue Geistliche und Weltliche Teutsche Lieder mit fünff und vier stimmen（1589年）
- 墓碑銘 Epitaphia（1593年）